# MPTP
MPTP (1-Methyl-4-phenyl-1,2,3,6-tetrahydropyridin) ist ein Neurotoxin, das die Symptome der Parkinsonschen Erkrankung auslöst. MPTP führt als Vorläufer des Inhibitors der mitochondrialen Atmungskette MPP+ (1-Methyl-4-phenylpyridinium) zur Zerstörung dopaminerger Zellen im menschlichen Gehirn (in der Substantia nigra) und wird deshalb auch als Nigrostriatales Toxin bezeichnet.
MPTP entsteht bei der unsachgemäßen Herstellung von MPPP (1-Methyl-4-phenyl-4-propion-oxy-piperidin). MPPP ist eine Designerdroge und wird auch synthetisches Heroin genannt. Die Synthese von MPPP muss langsam und unter geringer Wärmezufuhr erfolgen. Wird jedoch kurz mit großer Wärmezufuhr gearbeitet, entsteht bei dieser Synthese eine große Menge MPTP.
Innerhalb einer Woche zeigten die Patienten, die sich eine Mixtur aus MPPP und MPTP injiziert hatten, ein plötzliches Zucken der Extremitäten, gefolgt von Bradykinesie.
Diese Patienten hatten Symptome, die der Parkinsonschen Erkrankung ähnelten (wie Bewegungs- und Sprachprobleme, gebeugte Haltung, vermehrten Speichelfluss (Hypersalivation), erhöhte Muskelaktivität und das Zahnradphänomen (Rigor) in den oberen Extremitäten). Im Gegensatz zu Patienten, deren Parkinsonkrankheit ohne erkennbare Ursache entstanden war, waren diese Patienten jung, nicht dement und zeigten einen akuten Ausbruch des Parkinson Syndroms. Der Haltetremor der rumpfwärts gelegenen Extremitäten war stärker ausgeprägt als der typische Ruhetremor.
In späteren Untersuchungen fand man heraus, dass MPTP durch ein körpereigenes Enzym, die MAO-B (Monoaminooxidase-B), in eine positiv geladene Verbindung MPP+ (1-Methyl-4-phenylpyridinium) umgewandelt wird. MPP+ wird dann über einen aktiven Transportmechanismus durch den Dopamintransporter (DAT) in dopaminerge Zellen eingeschleust. MPP+ führt in diesen Zellen zu einer irreversiblen Inhibition des mitochondrialen Komplex I der Atmungskette und führt so zum programmierten Zelltod (Apoptose) dieser Nervenzellen.
MPTP wird heute teilweise in der Forschung eingesetzt, um die Parkinsonsche Erkrankung in Tierversuchen zu studieren.